# Josias Cederhielm
Josias Cederhielm (ur. 4 maja 1673 w Lindholmen, zm. 23 września 1729 tamże) – szwedzki dyplomata.
Przed 1700 rokiem zatrudniony w szwedzkiej kancelarii na Łotwie. W roku 1706 jako poseł szwedzki zmusił elektora saskiego Fryderyka Augusta I by podpisał upokarzający pokój w Altranstädt.
W roku 1709 (bitwa pod Połtawą) jak wielu urzędników dostał się do niewoli rosyjskiej. W 1722 powrócił znów do Szwecji. W latach 1725–1726 był szwedzkim posłem w Rosji, dokąd towarzyszył mu Carl Fredrik Piper.
Rodzina Cederhielm przybyła do Szwecji z duńskiej Jutlandii w 1615 roku. 